# 하라다 겐
하라다 겐(일본어: 原田 憲, 1919년 2월 12일~1997년 1월 29일)는 14선 중의원 의원을 지낸 일본의 정치인이다.
장남은 4선 중의원 의원을 지낸 하라다 겐지다.

## 생애
1919년 2월 12일에 지금의 오사카부 이케다시에서 태어났다. 메이지 대학 전문부 정치과를 다니다가 1942년에 중퇴했다. 이후 이케다 산보협력 공업노무과장, 농공사 근로인사과장, 하라다 인쇄공업 사장, 한신 마이아사 신문사장 등의 직위를 거쳤다.
1946년에 27살의 나이로 총선에 출마했지만 낙선했다. 그러다 다음 해 총선에서 당선에 성공해 중의원 의원이 되었다. 처음엔 오노 반보쿠의 파벌에 속했으며 이후 무라카미 이사무를 거쳐 미즈타 미키오의 파벌에 속했다. 미즈타 사후에는 다나카 가쿠에이의 파벌이 되었다.
제2차 기시 내각 (개조)에서 통상산업정무차관, 제2차 이케다 내각 (제2차 개조)에서 대장정무차관 등을 지냈다. 1968년 11월 제2차 사토 내각 (제2차 개조)에서 운수상이 되어 처음 입각한 뒤 자민당 국회대책위원장이 되었고 1973년 11월 제2차 다나카 가쿠에이 내각 (제1차 개조)에서 우정상을 역임했다. 1979년 총선에서 일본공산당의 무라카미 히로무에게 패배해 낙선했는데 오사카부에서 자민당의 지지 기반이 여전히 취약함을 드러낸 것으로 평가받았다.
1988년 12월에 출범한 다케시타 내각 (개조)에서 경제기획청 장관으로 입각했으나 리크루트 사건에 얽히면서 불과 한 달 만에 물러나야 했다. 도쿄 사가와큐빈 사건의 여파로 가네마루 신이 청화회의 회장직을 내려놓자 당시 파벌 좌장이던 하라다는 오부치 게이조를 후임으로 추천해 이를 성사시켰다. 하지만 이는 청화회의 분열을 낳게 된다.
정치 개혁의 일환으로 소선거구제가 도입된 최초의 선거인 1996년 총선에 출마했으나 세대 교체의 열망에 밀려 신진당의 니시다 다케시에게 패배해 낙선했다.
1997년 1월 29일에 폐렴으로 오사카부 이케다시의 한 병원에서 사망했다. 향년 77세.

## 역대 선거 기록
|  | 0% |

|  | 9.3% |

|  | 9.4% |

|  | 17.8% |

|  | 10.9% |

|  | 14.2% |

|  | 15.1% |

|  | 18.4% |

|  | 16.7% |

|  | 24.9% |

|  | 19.9% |

|  | 20.1% |

|  | 18.1% |

|  | 27.7% |

|  | 20.1% |

|  | 22.9% |

|  | 19% |

|  | 14.5% |

|  | 27.66% |

| 전임 나카소네 야스히로 | 제39대 운수대신 1968년 11월 30일~1970년 1월 14일 | 후임 하시모토 도미사부로 |

| 전임 구노 주지 | 제33대 우정대신 1973년 11월 25일~1974년 11월 11일 | 후임 가시마 도시오 |

| 전임 나카오 에이이치 | 제39대 경제기획청 장관 1988년 12월 27일~1989년 1월 25일 | 후임 아이노 고이치로 |